# Monte Buceto
Der Monte Buceto ist ein Berg in der Provinz Grosseto in Italien.

## Lage
Der Berg befindet sich in der Toskana im Südosten des Monte Amiata, nordöstlich des Monte Labbro und südwestlich des Monte Aquilaia (1104 m s.l.m., ⊙). Er begrenzt östlich das Gebiet des Ombronetals und im Norden das der Colline dell’Albegna e del Fiora. Der Monte Buceto liegt auf dem Gemeindegebiet von Arcidosso. In dessen Ortsteil Stribugliano entspringt der Fluss Albegna auf einer Höhe von 1018 Metern und führt bei Orbetello im Ortsteil Albinia ins Tyrrhenische Meer. Der Fluss Trasubbie entspringt ebenfalls bei Stribugliano und fließt nach 24 km bei Campagnatico (Ortsteil Arcille) in den Ombrone.